# Игры исламской солидарности 2010
II Игры исламской солидарности — международное спортивное состязание, которое должно было состояться в 2009 году, затем было перенесено на 2010 год, и в итоге отменено.
Планировалось, что II Игры исламской солидарности состоятся в октябре 2009 года в Тегеране (Иран). Однако в мае 2009 года стало известно, что Иран вынужден отложить их проведение на апрель 2010 года, так как возник спор о названии Персидского залива: Саудовская Аравия и ряд других арабских стран выдвинули возражения против использования выражения «Персидский залив» в печатных материалах и на медалях Игр. Они настаивали, чтобы вместо этого использовался термин «Арабский залив» или просто «Залив». Так как стороны не пришли к согласию, то 17 января 2010 года было объявлено, что II Исламские игры солидарности не состоятся.